# École florentine

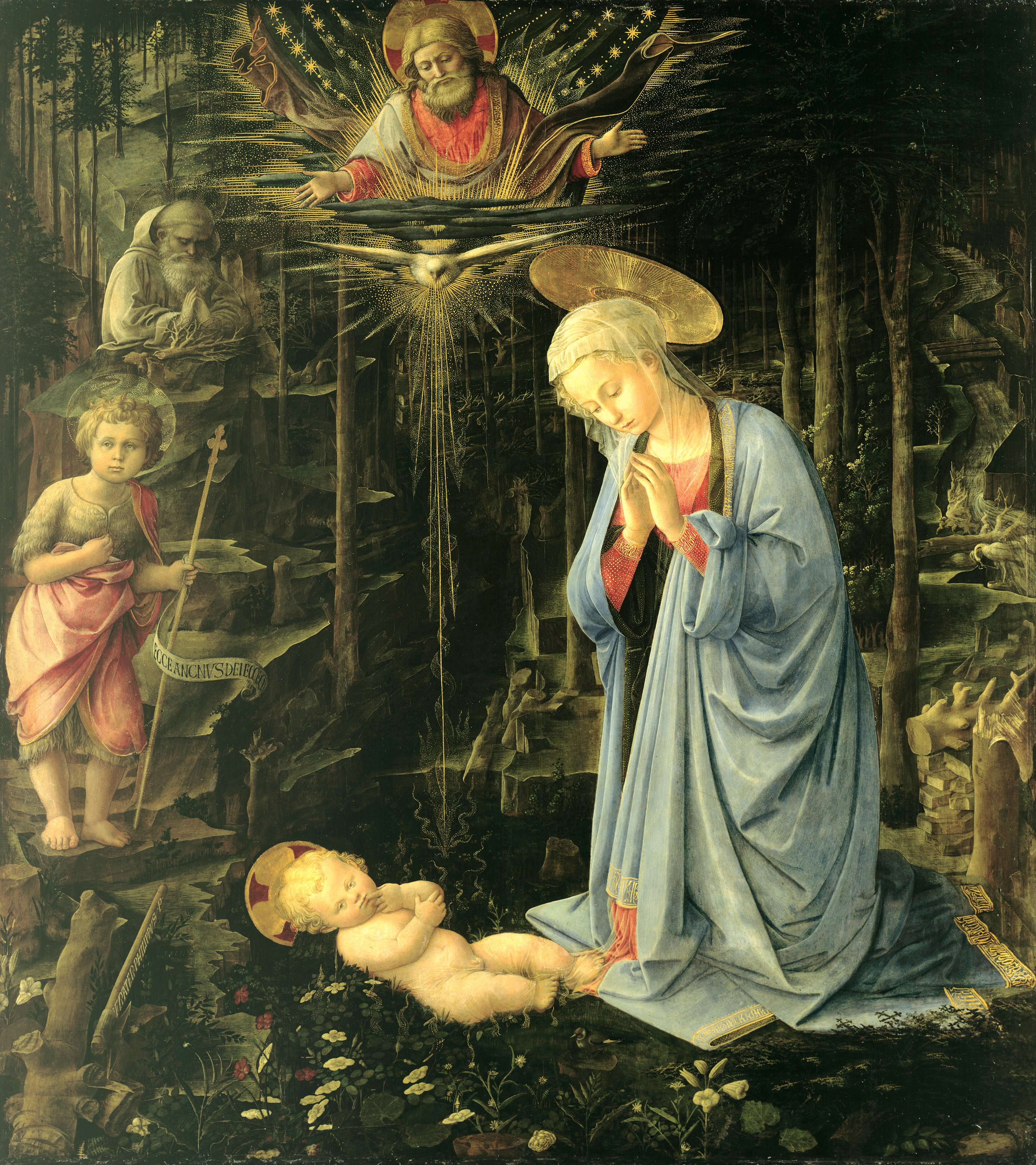
Fra Filippo Lippi, L'Adoration dans la forêt, vers 1459.

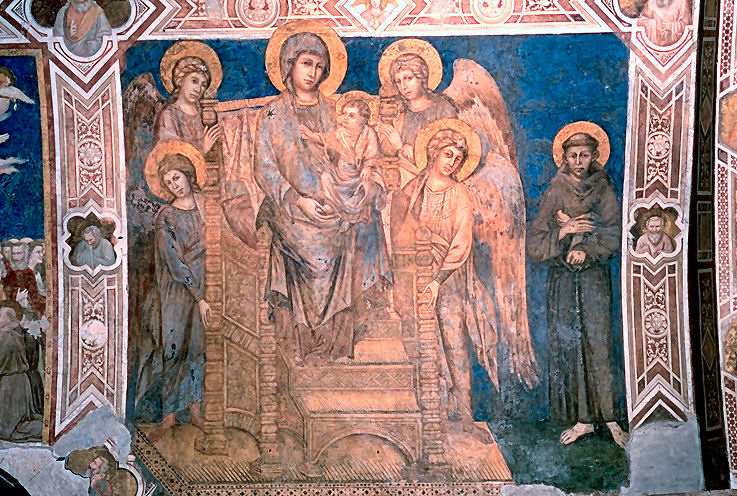
Cimabue, Madone de Santa Trinita, v. 1285, autrefois dans l'église Santa Trinita, maintenant au musée des Offices.

L'école florentine est une des écoles italiennes de peinture qui se développe du XIIIe au XVIe siècle à Florence en Toscane. Elle fait référence aux artistes de style naturaliste (ou influencés par ce style) qui s'est développé à Florence au XIVe siècle, en grande partie grâce aux efforts de Giotto di Bondone, figure emblématique de la naissance de ce courant de renouveau artistique à Florence, et qui constitua au Quattrocento (XVe siècle italien) la principale école de peinture occidentale. On lui attribue traditionnellement les principes mêmes de la Renaissance italienne, rompant avec le goût byzantin régnant dans toute l'Europe.
Certains des peintres les plus connus de l'école florentine antérieure sont Fra Angelico, Sandro Botticelli, Fra Filippo Lippi, Domenico Ghirlandaio, Masolino da Panicale et Masaccio.
Localement l'école florentine  se développe distinctement de l'art pictural de l'école siennoise et de son goût raffiné pour la couleur, hérité de Byzance, et de son souci d’assimiler des modes d’expression gothiques de la plus pure tradition byzantine. Les Médicis, marchands et mécènes de la cité, protègent et subventionnent les artistes florentins.
Florence est aussi le berceau de la Haute Renaissance, mais au début du Cinquecento (XVIe siècle italien) les artistes les plus importants, dont Michel-Ange et Raphaël, sont attirés à Rome, où se trouvent alors les plus importants commanditaires, y suivant parfois les Médicis, dont certains deviennent cardinaux et même papes. 
L'école florentine par son foisonnement agira par de nombreuses découvertes dans les techniques picturales (en marqueterie par exemple). Elle partira en décadence vers le  XVIIe siècle : à l'époque baroque, les nombreux peintres travaillant à Florence sont rarement des figures majeures de la peinture. 
Bien que Giorgio Vasari place à Florence l'origine de la Renaissance artistique italienne, les historiens de l'art comme Roberto Longhi, considèrent que plusieurs des capitales italiennes, comme Bologne, Ferrare, Urbino, Venise, Milan, Bari, Pérouse, Padoue, Naples, Palerme et Ravenne, ont contribué, ensemble (par leurs échanges nombreux) au renouveau artistique de cette période.

## Avant 1400 et gothique tardif

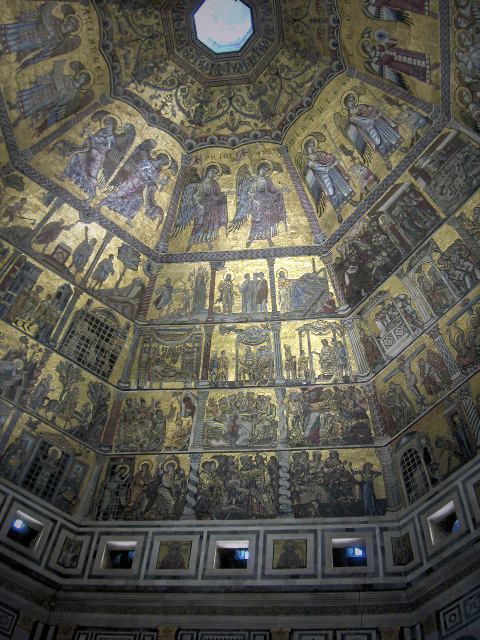
Plafond en mosaïque du baptistère Saint-Jean de Florence, datant d'environ 1225.

L'art toscan distinctif le plus ancien, produit au XIIIe siècle à Pise et à Lucques, constitue la base du développement ultérieur. Nicola Pisano montre son goût pour les formes classiques, tout comme son fils, Giovanni Pisano, qui porte les nouvelles idées de la sculpture gothique dans la langue vernaculaire toscane, formant des figures d'un naturalisme sans précédent qui trouvent un écho dans le travail des peintres pisans aux XIIe et XIIIe siècles, notamment dans celui de Giunta Pisano, qui à son tour influence des grands peintres comme Cimabue, et à travers lui, Giotto et les artistes florentins du début du XIVe siècle.
Le plus ancien projet pictural florentin à grande échelle existant est la décoration en mosaïque de l'intérieur du dôme du Baptistère Saint-Jean de Florence, qui commence vers 1225. Bien que des artistes vénitiens soient impliqués dans le projet, les artistes toscans créent des scènes expressives et vivantes, montrant un contenu émotionnel, contrairement à la tradition byzantine dominante. Coppo di Marcovaldo serait responsable de la figure centrale du Christ et est le premier artiste florentin impliqué dans le projet. Comme les panneaux de la Vierge à l'Enfant peints pour les églises de l'ordre des Servites de Marie de Sienne et d'Orvieto, parfois attribués à Coppo, la figure du Christ a le sens du volume.
Des travaux similaires sont commandés pour la basilique Santa Maria Novella, la basilique Santa Trinita et l'église Ognissanti à la fin du XIIIe et au début du XIVe siècle. Le panneau de Duccio di Buoninsegna d'environ 1285, Vierge à l'Enfant intronisé et six anges ou Madone Rucellai, pour Santa Maria Novella, maintenant au musée des Offices, montre un développement de l'espace et de la forme naturalistes, et n'a peut-être pas été conçu à l'origine comme un retable. Des panneaux de la Vierge sont utilisés au sommet des jubés, comme à la basilique Saint-François d'Assise pour le panneau dans la fresque de la Vérification des Stigmates dans le cycle des fresques de la Vie de saint François de Giotto. La Maestà di Santa Trinita de Cimabue et la Madone Rucellai de Duccio conservent cependant le stylisme antérieur consistant à montrer la lumière sur la draperie sous la forme d'un faisceau de lignes.

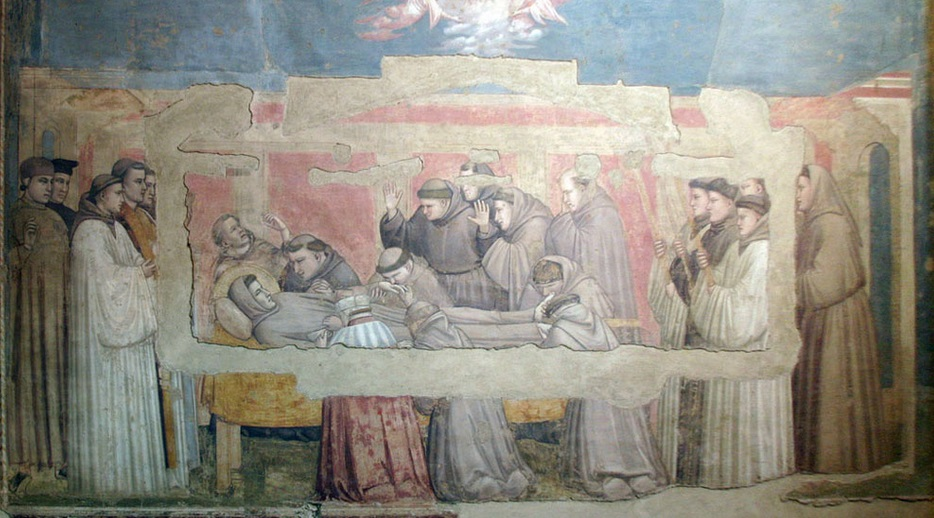
Fresque de Giotto, Le Deuil de saint François dans la chapelle Bardi de Santa Croce.

Le sens de la lumière de Giotto aurait été influencé par les fresques qu'il avait vues alors qu'il travaillait à Rome, et dans ses peintures murales narratives, en particulier celles commandées par la famille Bardi, ses personnages sont placés dans un espace naturaliste et possèdent une dimension et une expression dramatique. Une approche similaire de la lumière est  utilisée par ses contemporains tels que Bernardo Daddi, leur attention au naturalisme est encouragée par les sujets commandés pour les églises franciscaines et dominicaines du XIVe siècle, et devait influencer les peintres florentins des siècles suivants. Alors que certaines sont des compositions traditionnelles telles que celles traitant du fondateur de l'ordre et des premiers saints, d'autres, telles que des scènes d'événements, de personnes et de lieux récents, n'ont aucun précédent, permettant l'invention.
Le XIIIe siècle est témoin d'une augmentation de la demande de peintures religieuses sur panneaux, en particulier de retables : bien que la raison en soit obscure, les peintres et menuisiers toscans du début du XIVe siècle créent des retables qui sont des pièces plus élaborées à plusieurs panneaux avec un encadrement complexe. Les contrats de l'époque notent que les clients ont souvent une forme de boiserie en tête lors de la commande et discutent avec les artistes des figures religieuses à représenter. Le contenu des scènes narratives des panneaux de prédelle est cependant rarement mentionné dans les contrats et peut avoir été laissé aux artistes concernés. Les églises florentines chargent de nombreux artistes siennois de créer des retables, comme Ugolino di Nerio, à qui on demande de peindre une œuvre à grande échelle pour l'autel de la basilique Santa Croce de Florence, qui pourrait avoir été le premier polyptyque sur un autel florentin. Les corporations d'arts et métiers médiévales de Florence, conscientes de l'impulsion apportée par l'artisanat extérieur, facilitent le travail des artistes originaires d'autres régions. Les sculpteurs ont leur propre corporation qui a un statut mineur et, en 1316, les peintres sont membres de l'influent Arte dei Medici e Speziali. Les corporations elles-mêmes deviennent d'importants mécènes et à partir du début du XIVe siècle, de grandes corporations supervisent l'entretien et l'amélioration des édifices religieux ; ainsi, toutes les corporations ont participé à la restauration de l'église d'Orsanmichele.
Le naturalisme développé par les premiers artistes florentins s'estompe au cours du troisième quart du XIVe siècle, probablement à la suite de la peste noire. Des commandes importantes, comme le retable de la famille Strozzi (datant d'environ 1354-57) à Santa Maria Novella, sont confiées à Andrea Orcagna, dont l'œuvre, et celle de ses frères, sont plus emblématiques dans leur traitement des personnages avec un sens plus précoce de l'espace comprimé.

## Première Renaissance

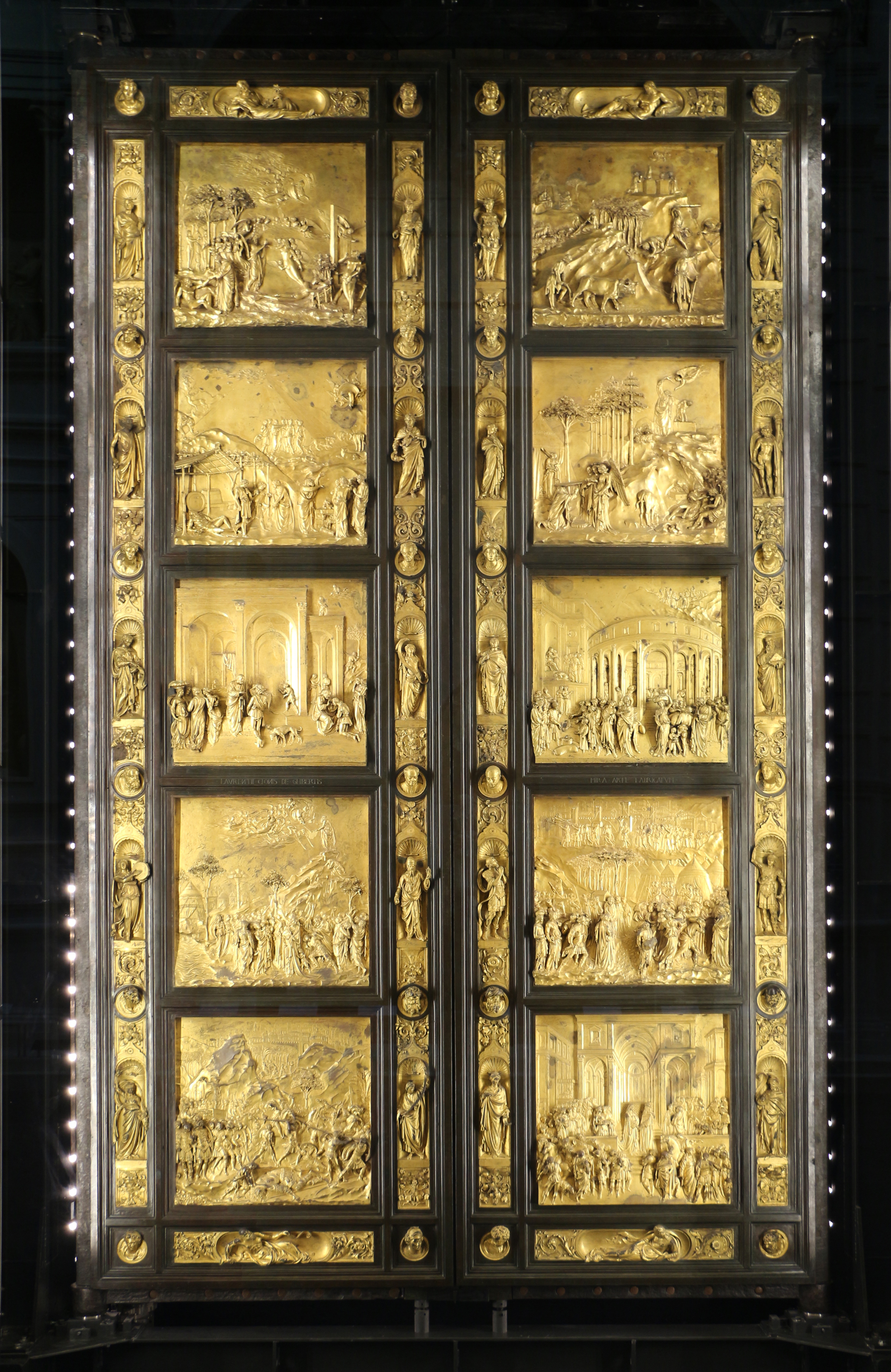
Lorenzo Ghiberti, Porte du Paradis, 1425-52.

Florence continue d'être le centre le plus important de la peinture italienne de la Renaissance. Les premières images véritablement de la Renaissance à Florence datent de 1401, la première année du siècle connu en italien sous le nom de Quattrocento, synonyme de Première Renaissance ; cependant, ce ne sont pas des peintures. À cette date, un concours est organisé pour trouver un artiste pour créer une paire de portes en bronze pour le baptistère Saint-Jean, la plus ancienne église de la ville. Le baptistère est un grand édifice octogonal d'architecture romane. L'intérieur de son dôme est décoré d'une énorme figure en mosaïque du Christ pantocrator qui aurait été conçue par Coppo di Marcovaldo. Il possède trois grands portails, celui du centre étant alors occupé par un ensemble de portes créé par Andrea Pisano quatre-vingts ans plus tôt.
Les portes de Pisano étaient divisées en 28 compartiments quatre-feuilles, contenant des scènes narratives de la Vie de Jean-Baptiste. Les concurrents, au nombre de sept jeunes artistes, doivent chacun concevoir un panneau de bronze de forme et de taille similaires, représentant Le Sacrifice d'Isaac. Deux des panneaux ont survécu, celui de Lorenzo Ghiberti et celui de Filippo Brunelleschi. Chaque panneau présente des motifs fortement classicisants indiquant la direction dans laquelle l'art et la philosophie se dirigent à cette époque. Ghiberti utilise la figure nue d'Isaac pour créer une petite sculpture de style classique : Isaac s'agenouille sur une tombe ornée de volutes d'acanthe qui sont aussi une référence à l'art de la Rome antique. Dans le panneau de Brunelleschi, l'une des figures incluses dans la scène rappelle une figure romaine bien connue en bronze d'un garçon tirant une épine de son pied. La création de Brunelleschi interpelle par son intensité dynamique. Moins élégant que celui de Ghiberti, elle figure plus un drame humain et une tragédie imminente.
Ghiberti remporte le concours. Son premier ensemble de portes de baptistère dure 27 ans, après quoi il est chargé d'en faire un autre. Au cours des 50 années au cours desquelles Ghiberti travaille dessus, les portes fournissent un « terrain d'entraînement » à de nombreux artistes florentins. Étant narratif dans le sujet et employant non seulement l'habileté à organiser des compositions figuratives, mais aussi l'habileté naissante de la perspective linéaire, les portes devaient avoir une énorme influence sur le développement de l'art pictural florentin. Elles sont un facteur fédérateur, une source de fierté et de camaraderie tant pour la ville que pour ses artistes. Michel-Ange devait les appeler les Portes du Paradis.

### La Chapelle Brancacci

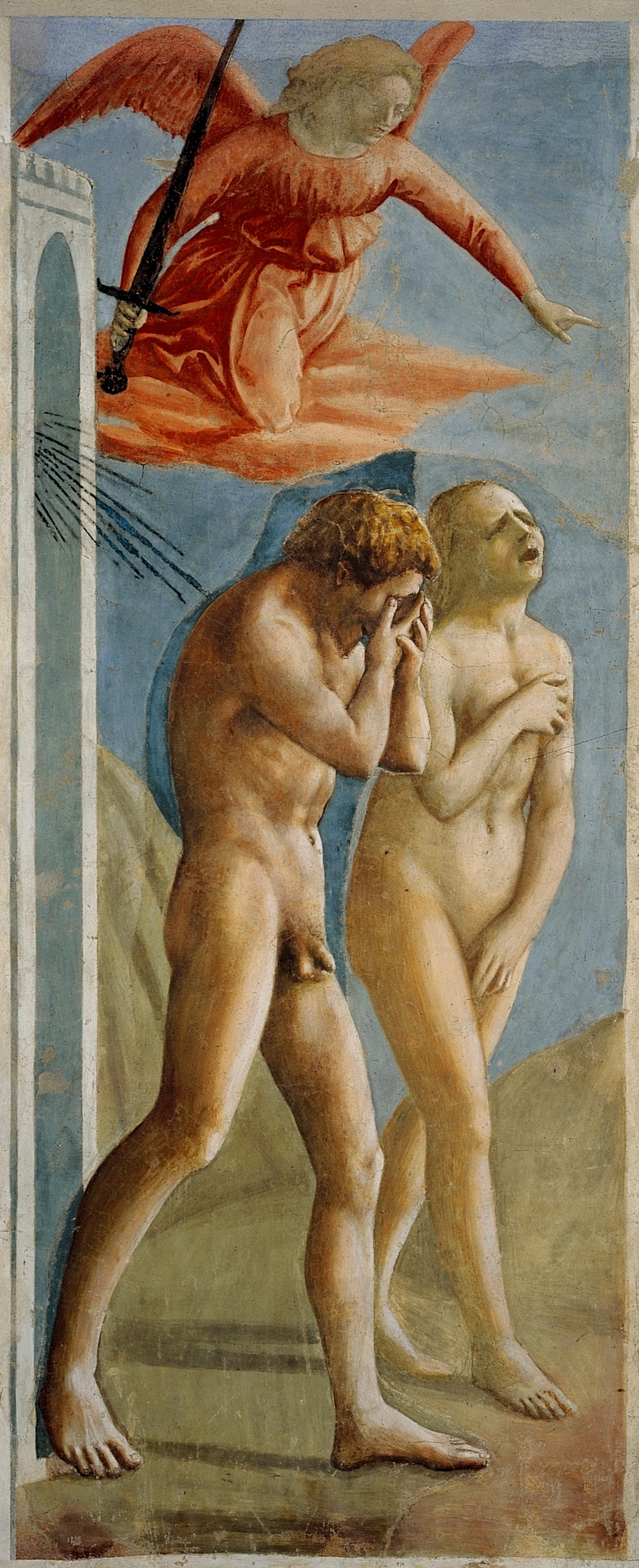
Masaccio, Adam et Ève chassés de l'Éden, 1427.

En 1426, deux artistes commencent à peindre un cycle de fresques de La Vie de saint Pierre dans la chapelle de la famille Brancacci de l'église Santa Maria del Carmine. Ils s'appellent tous les deux du nom de Tommaso et sont surnommés Masaccio et Masolino.
Plus que tout autre artiste, Masaccio reconnait ses implications dans le travail de Giotto. Il poursuit la pratique de la peinture d'après nature. Ses peintures démontrent une compréhension de l'anatomie, du raccourci, de la perspective linéaire, de la lumière et de l'étude de la draperie. Parmi ses œuvres, les figures d'Adam et Ève chassés de l'Éden, peintes sur le côté de l'arche de la chapelle, sont réputées pour leur représentation réaliste de la forme et de l'émotion humaines. Elles contrastent avec les douces et jolies figures peintes par Masolino du côté opposé de la Tentation d'Adam et Ève. La peinture de la chapelle Brancacci reste incomplète à la mort de Masaccio à 26 ans. L'œuvre est ensuite terminée par Filippino Lippi. L'œuvre de Masaccio est devenue une source d'inspiration pour de nombreux peintres ultérieurs, dont Léonard de Vinci et Michel-Ange.

### Développement de la perspective linéaire

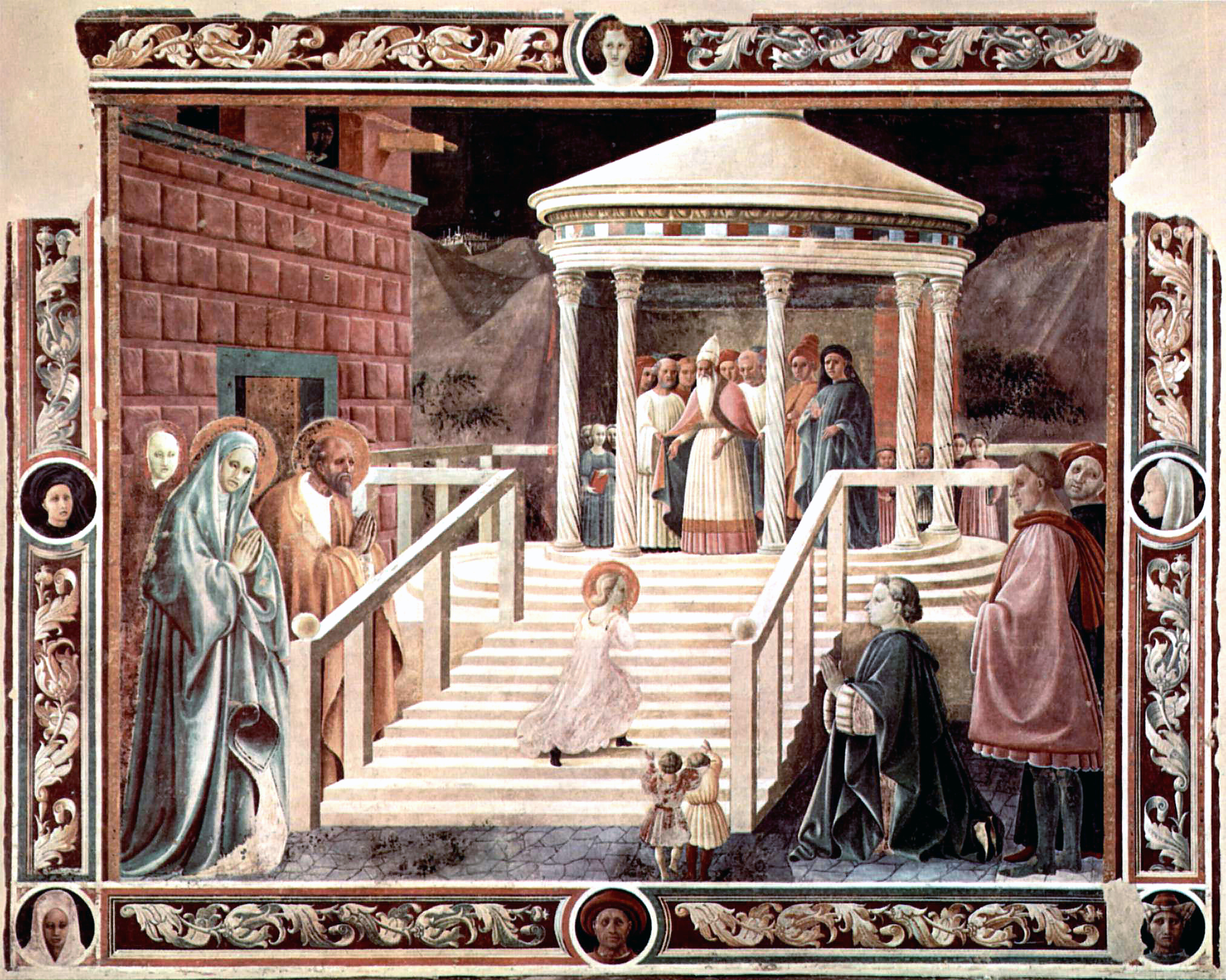
Paolo Uccello, La Présentation de la Vierge montre ses expériences de perspective et de lumière.

Au cours de la première moitié du XVe siècle, la réalisation de l'effet d'espace réaliste dans un tableau par l'emploi de la perspective linéaire est une préoccupation majeure de nombreux peintres, ainsi que des architectes Brunelleschi et Leon Battista Alberti qui théorisent tous deux sur le sujet. Brunelleschi est connu pour avoir fait un certain nombre d'études minutieuses de la place et du baptistère octogonal à l'extérieur de la cathédrale de Florence et on pense qu'il a aidé Masaccio dans la création de sa célèbre niche en trompe-l'œil avec La Trinité qu'il a réalisée à Santa Maria Novella.
Selon Vasari, Paolo Uccello est tellement obsédé par la perspective, qu'il ne pense à rien d'autre et l'expérimente dans de nombreuses peintures, la plus connue étant les trois grands panneaux de la La Bataille de San Romano (1432) dans lesquelles des armes brisées au sol et des champs sur les collines lointaines sont utilisés pour donner une impression de perspective.
Dans les années 1450, Piero della Francesca, dans des peintures telles que La Flagellation du Christ, démontre sa maîtrise de la perspective linéaire et aussi celle de la science de la lumière. Un autre tableau existe, un paysage urbain, d'un artiste inconnu, peut-être Piero della Francesca, qui démontre le genre d'expériences que Brunelleschi a poursuivies. À partir de cette époque, la perspective linéaire est comprise et régulièrement employée, comme par Le Pérugin dans La Remise des clefs à saint Pierre de la chapelle Sixtine.

### Compréhension de la lumière

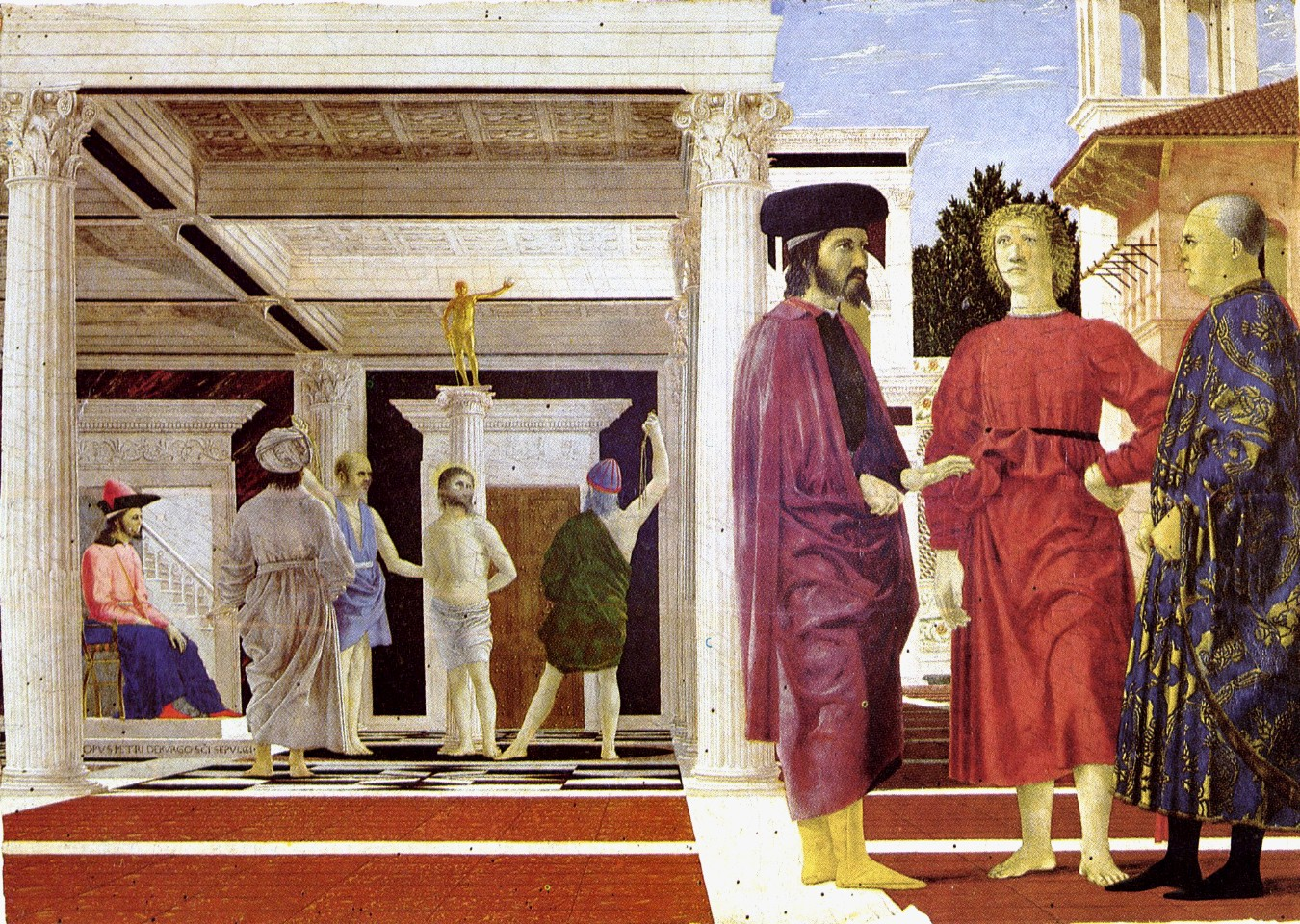
Piero della Francesca, dans La Flagellation du Christ démontre le contrôle de l'artiste sur la perspective et la lumière.

Giotto a utilisé la tonalité pour créer la forme ; Taddeo Gaddi dans sa scène nocturne dans la chapelle Baroncelli a démontré comment la lumière pouvait être utilisée pour créer un drame. Paolo Uccello, cent ans plus tard, expérimente l'effet dramatique de la lumière dans certaines de ses fresques presque monochromes. Il en fait un certain nombre en terra verde (ou « terre verte »), animant ses compositions de touches de vermillon. Le plus connu est le Monument équestre de Sir John Hawkwood sur le mur de la cathédrale de Florence. Ici et sur les quatre têtes de prophètes qu'il a peintes autour du cadran intérieur de la cathédrale, il utilise des tons fortement contrastés, suggérant que chaque figure est éclairée par une source de lumière naturelle, comme si la source était une véritable fenêtre de la cathédrale.
Piero della Francesca pousse plus loin son étude de la lumière. Dans  La Flagellation du Christ, il démontre une connaissance de la diffusion proportionnelle de la lumière à partir de son point d'origine. Ce tableau comporte deux sources de lumière, l'une interne à un bâtiment et l'autre externe. Bien que la lumière elle-même soit invisible, la position de la source interne peut être calculée avec une certitude mathématique. Léonard de Vinci devait poursuivre ses travaux sur la lumière.

### Les Madones

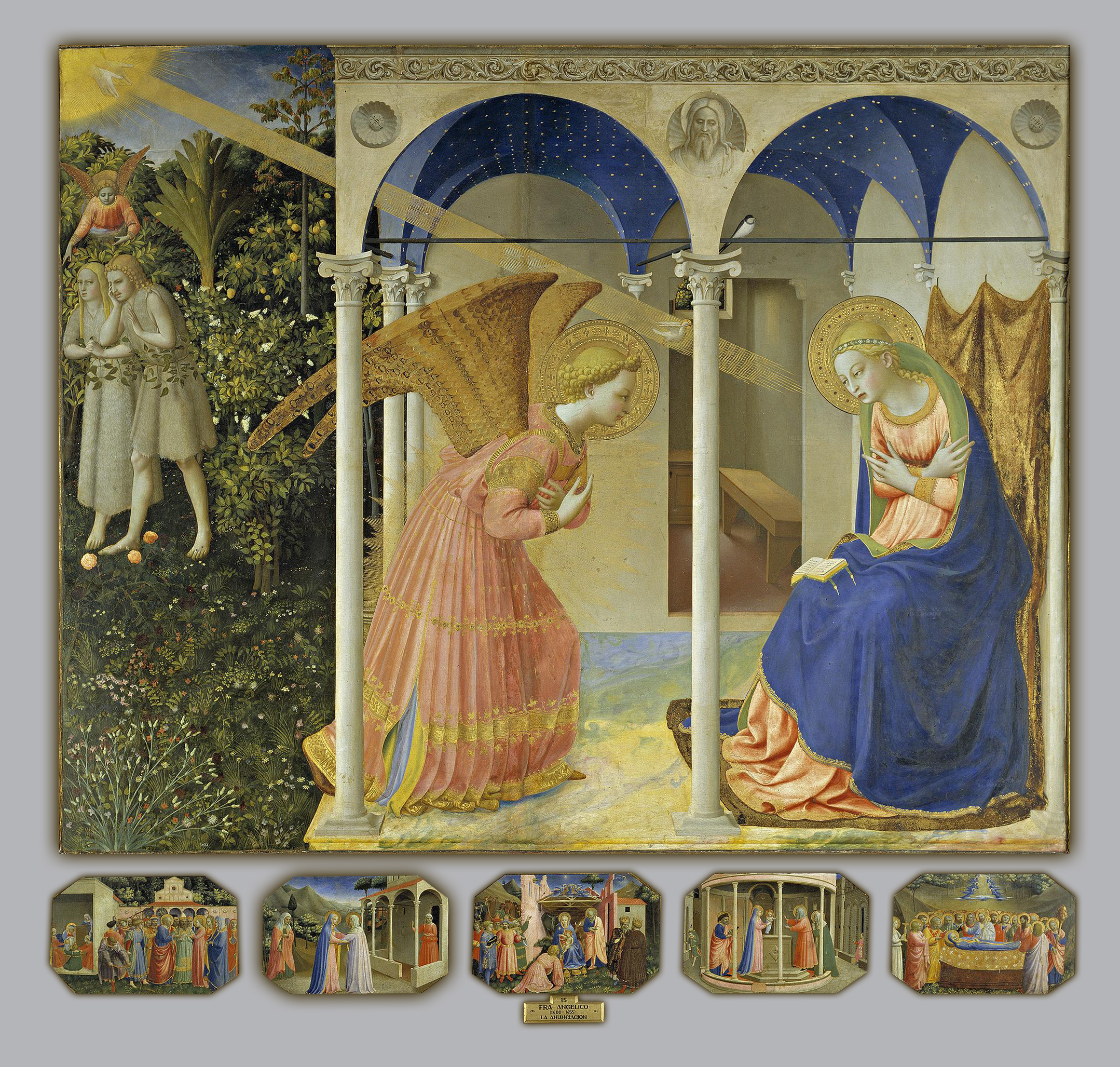
L'une des nombreuses Annonciations de Fra Angelico, celle du musée du Prado.

La Bienheureuse Vierge Marie, vénérée par l'Église catholique dans le monde entier, est particulièrement évoquée à Florence où il y a une image miraculeuse d'elle sur une colonne du marché aux blés et où la cathédrale de « Notre-Dame des Fleurs » et la grande basilique dominicaine de Santa Maria Novella ont été nommées en son honneur.
L'image miraculeuse du marché au maïs a été détruite par un incendie, mais remplacée par une nouvelle image dans les années 1330 par Bernardo Daddi, placée dans un auvent minutieusement conçu et somptueusement travaillé par Andrea Orcagna. L'étage inférieur ouvert du bâtiment était fermé et dédié à saint Michel.
Les représentations de la Vierge à l'Enfant sont une forme d'art très populaire à Florence. Elles ont pris toutes les formes, des petites plaques de terre cuite produites en série aux magnifiques retables tels que ceux de Cimabue, Giotto et Masaccio. Les petites Madones pour la maison sont le pain quotidien de la plupart des ateliers de peinture, souvent en grande partie produites par les apprentis suivant un modèle du maître. Les bâtiments publics et les bureaux du gouvernement contiennent aussi souvent ces peintures ou d'autres peintures religieuses.
Fra Angelico, Fra Filippo Lippi, Andrea del Verrocchio et Davide Ghirlandaio figurent parmi ceux qui ont peint des Madones de dévotion au début de la Renaissance. Plus tard, le principal fournisseur est Sandro Botticelli et son atelier qui en produisent un grand nombre pour les églises, les maisons et aussi les bâtiments publics. Il introduit un grand format de tondo  pour les grandes maisons. Les Vierges et les saints du Pérugin sont connus pour leur douceur et un certain nombre de petites Madones attribuées à Léonard de Vinci, comme la Madonna Benois, ont survécu. Même Michel-Ange qui est avant tout un sculpteur, a été persuadé de peindre le Tondo Doni, alors que pour Raphaël, elles comptent parmi ses œuvres les plus populaires et les plus nombreuses.

### LesDeschi da parto

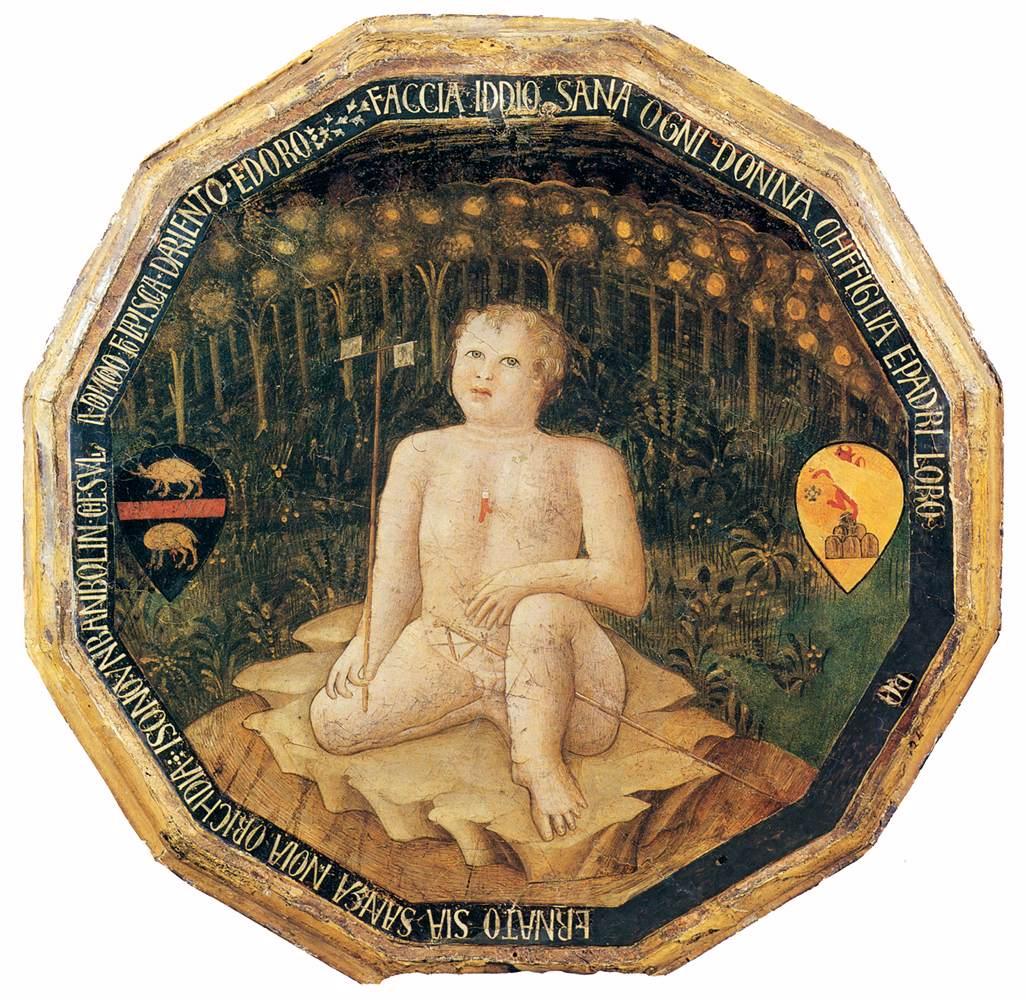
Bartolomeo di Fruosino - verso d'un Desco da parto (1428).

Le desco da parto, ou plateau d'accouchée, rond ou polygonal à 12 côtés, est une spécialité florentine sur lequel la nouvelle mère sert des friandises aux amies qui lui rendent visite après la naissance. Le reste du temps, ils semblent avoir été accrochés dans la chambre. Les deux côtés sont peints, l'un avec des scènes pour encourager la mère pendant la grossesse, montrant souvent un tout-petit mâle nu ; on croyait que la visualisation d'images positives favorisait le résultat décrit.
Sont à noter d'autres objets  de l'ensemble d'accouchement offert lors de la délivrance : l'ensemble de vaisselle ornée, en majolique qui comporte le bol de bouillon (scodella), avec son couvercle plat (tagliere) qui sert également de plat pour le pain, une tasse pour boire (ongaresca), une salière (saliera) insérée dans le pied.

### Peinture et gravure
Environ à partir du milieu du siècle, Florence devient le principal centre de la nouvelle industrie de la gravure en Italie, certains des nombreux orfèvres florentins se tournant vers la fabrication de plaques pour gravures. Ils copient souvent le style des peintres ou des dessins fournis par eux. Botticelli est l'un des premiers à expérimenter des dessins pour l'illustration de livres, dans son cas de Dante Alighieri. Antonio Pollaiuolo est orfèvre aussi bien qu'imprimeur, et grave lui-même son Combat d'hommes nus ; par sa taille et sa sophistication, cela propulse l'estampe italienne à de nouveaux niveaux et en fait l'une des estampes les plus fameuses de la Renaissance.

### Mécénat et Humanisme

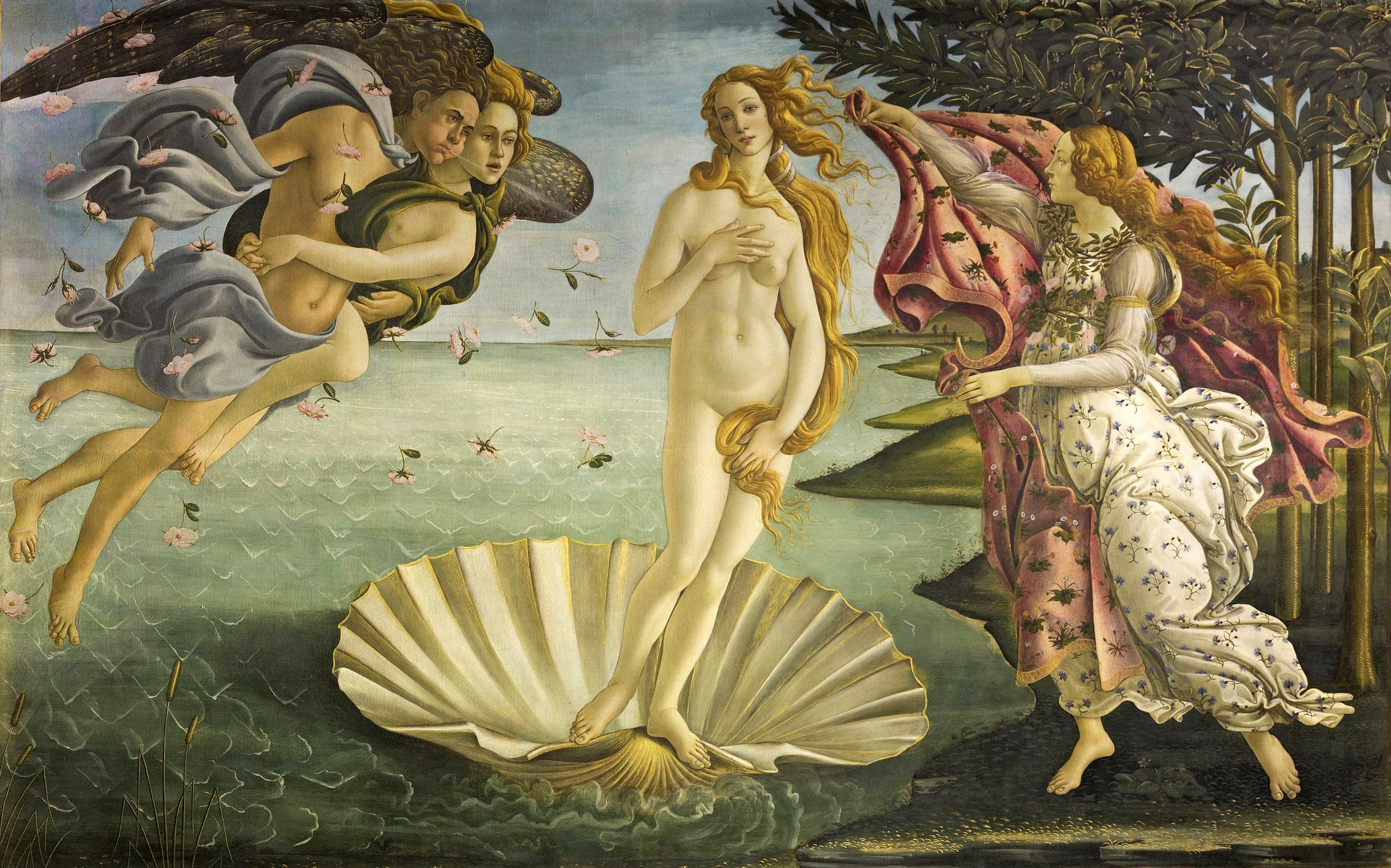
Botticelli, La Naissance de Vénus réalisée pour les Médicis.

À  la fin du XVe siècle, la plupart des œuvres d'art, même celles qui servent à décorer les églises, sont généralement commandées et payées par des mécènes privés. Une grande partie du patronage provient de la famille Médicis, ou de ceux qui sont étroitement associés ou liés à eux, tels que les Sassetti, les Ruccellai et les Tornabuoni.
Dans les années 1460, Cosme de Médicis établit Marsile Ficin comme son philosophe humaniste résident et facilite sa traduction de Platon et son enseignement de la philosophie platonicienne, qui se concentre sur l'humanité en tant que centre de l'univers naturel, sur la relation personnelle de chacun avec Dieu, et sur l'amour fraternel ou « platonique » comme étant le plus proche qu'une personne puisse atteindre pour imiter ou comprendre l'amour de Dieu.
Au Moyen Âge, tout ce qui concernait l'époque classique était perçu comme associé au paganisme ; à la Renaissance, il est de plus en plus associé à l'illumination. Les figures de la mythologie gréco-romaine commencent à assumer un nouveau rôle symbolique dans l'art chrétien et en particulier, la déesse Vénus prend une nouvelle signification. Née pleinement formée, par une sorte de miracle, elle était la nouvelle Ève, symbole de l'amour innocent, voire, par extension, symbole de la Vierge Marie elle-même. Vénus est visible dans ces deux rôles dans les deux célèbres peintures à la détrempe que Botticelli réalise dans les années 1480 pour le neveu de Cosme, Lorenzo di Pierfrancesco de Médicis, Le Printemps et La Naissance de Vénus.
À la même période, Domenico Ghirlandaio, un dessinateur méticuleux et précis et l'un des meilleurs portraitistes de son époque, exécute deux cycles de fresques pour les associés des Médicis dans deux des plus grandes églises de Florence, la chapelle Sassetti à Santa Trinita et la chapelle Tornabuoni à Santa Maria Novella. Dans ces cycles de la Vie de saint François, de la Vie de la Vierge Marie et de la Vie de Jean-Baptiste, des portraits de mécènes trouvent leur place. Grâce au mécénat de Sassetti, il existe un portrait de celui-ci avec son employeur, Laurent de Médicis, et les trois fils de Laurent avec leur tuteur, le poète et philosophe humaniste Ange Politien. Dans la chapelle Tornabuoni se trouve un autre portrait de Politien, accompagné des autres membres influents de l'académie platonicienne de Florence, dont Marsile Ficin.

### Influence flamande

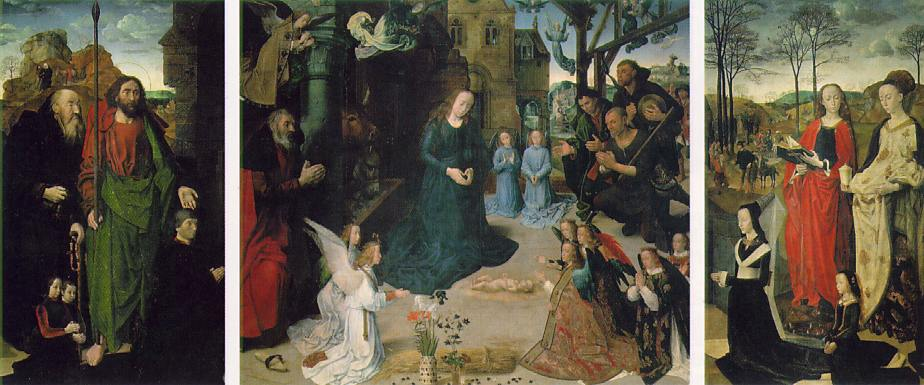
Hugo van der Goes, Triptyque Portinari.

À partir de 1450 environ, avec l'arrivée en Italie du peintre primitif flamand Rogier van der Weyden, mais peut-être plus tôt, les artistes sont initiés au médium de  la peinture à l'huile. Alors que la détrempe et la fresque se prêtent à la représentation de motifs, aucune des deux ne présente un moyen de représenter les textures naturelles de manière réaliste. Le support très flexible des huiles, qui peut être rendu opaque ou transparent, et permet des modifications et des ajouts pendant les jours qui suivent sa pose, ouvre un nouvel horizon de possibilités aux artistes italiens.
En 1475, un immense retable de L'Adoration des bergers arrive à Florence. Peint par Hugo van der Goes à la demande de la famille Portinari, il a été expédié de Bruges et installé dans la chapelle Sant' Egidio à l'hôpital Santa Maria Nuova. Le retable brille de rouges et de verts intenses, contrastant avec les robes de velours noir brillant des donateurs Portinari. Au premier plan se trouve une nature morte de fleurs dans des récipients contrastés, l'un en poterie vernissée et l'autre en verre. Le vase de verre suffit à lui seul à susciter l'attention. La qualité extrêmement naturelle et réaliste des trois bergers avec des barbes courtes, des mains usées et des expressions allant de l'adoration à l'émerveillement en passant par l'incompréhension, en est toutefois l'aspect le plus novateur. Domenico Ghirlandaio peint rapidement sa propre version, avec une belle Vierge italienne à la place de la Flamande au long visage, et lui-même, faisant des gestes théâtraux, comme l'un des bergers.

### Commission papale à Rome

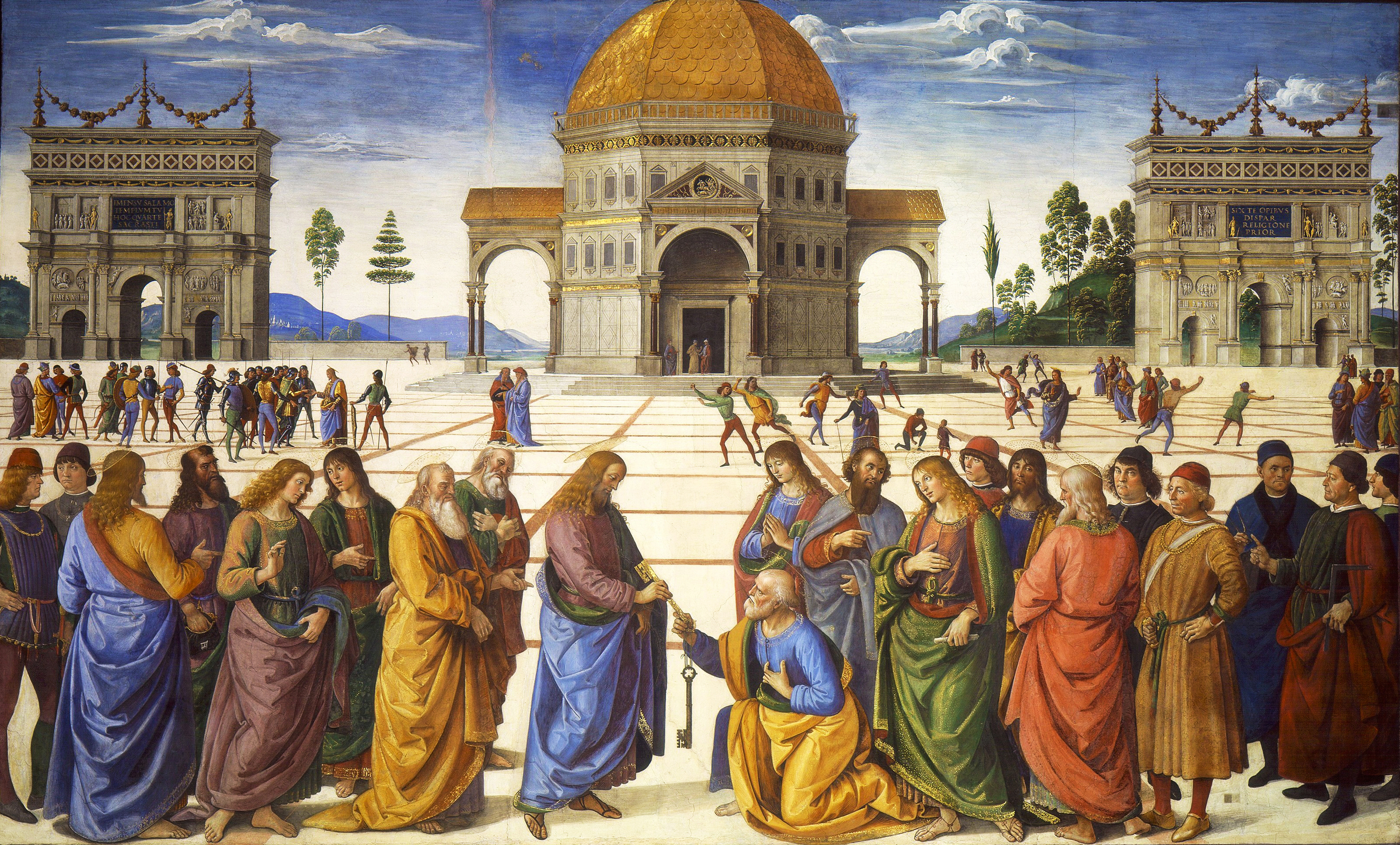
Le Pérugin, La Remise des clefs à saint Pierre.

En 1477, le pape Sixte IV remplace l'ancienne chapelle abandonnée du palais du Vatican dans laquelle de nombreux services papaux avaient lieu. L'intérieur de la nouvelle chapelle, baptisée chapelle Sixtine en son honneur, semble avoir été prévu dès le départ pour recevoir une série de 16 grandes fresques entre ses pilastres au niveau intermédiaire, avec une série de portraits peints de papes au-dessus d'eux.
En 1480, un groupe d'artistes florentins est chargé de l'œuvre : Botticelli, Le Pérugin, Domenico Ghirlandaio et Cosimo Rosselli. Ce cycle de fresques devait représenter des Histoires de la vie de Moïse d'un côté de la chapelle et des Histoires de la vie du Christ de l'autre, les fresques se complétant dans les thèmes de la La Nativité de Jésus et La Découverte de Moïse qui étaient adjacentes sur le mur derrière l'autel, avec un retable de l'Assomption de la Vierge entre eux. Ces peintures, toutes du Pérugin, ont ensuite été détruites pour laisser la place au Le Jugement dernier de Michel-Ange.
Les douze images restantes indiquent la virtuosité atteinte par ces artistes et la coopération évidente entre des individus qui utilisent normalement des styles et des compétences très différents. Les peintures donnent toute leur portée à leurs capacités car elles comprennent un grand nombre de figures d'hommes, de femmes et d'enfants, et des personnages allant des anges directeurs aux pharaons enragés et au diable lui-même. Chaque tableau nécessite un paysage. En raison de l'échelle des figures sur laquelle les artistes se sont mis d'accord, dans chaque tableau, le paysage et le ciel occupent toute la moitié supérieure de la scène. Parfois, comme dans la scène de Botticelli de La Purification du lépreux, de petits récits supplémentaires se déroulent dans le paysage, en l'occurrence La Tentation du Christ.
La scène du Pérugin du La Remise des clefs à saint Pierre est remarquable par la clarté et la simplicité de sa composition, la beauté de la peinture figurative, qui comprend un autoportrait parmi les spectateurs, et surtout la perspective du paysage urbain qui fait référence au ministère de Pierre à Rome par la présence de deux arcs de triomphe, et, placé au centre, un édifice octogonal qui pourrait être un baptistère chrétien ou un mausolée romain.

## Haute Renaissance
Florence est le berceau de la Haute Renaissance, mais au début du XVIe siècle, les artistes les plus importants sont attirés à Rome où se situent les plus grosses commandes. Une partie suit les Médicis, dont certains deviennent cardinaux et même pape.

### Léonard de Vinci

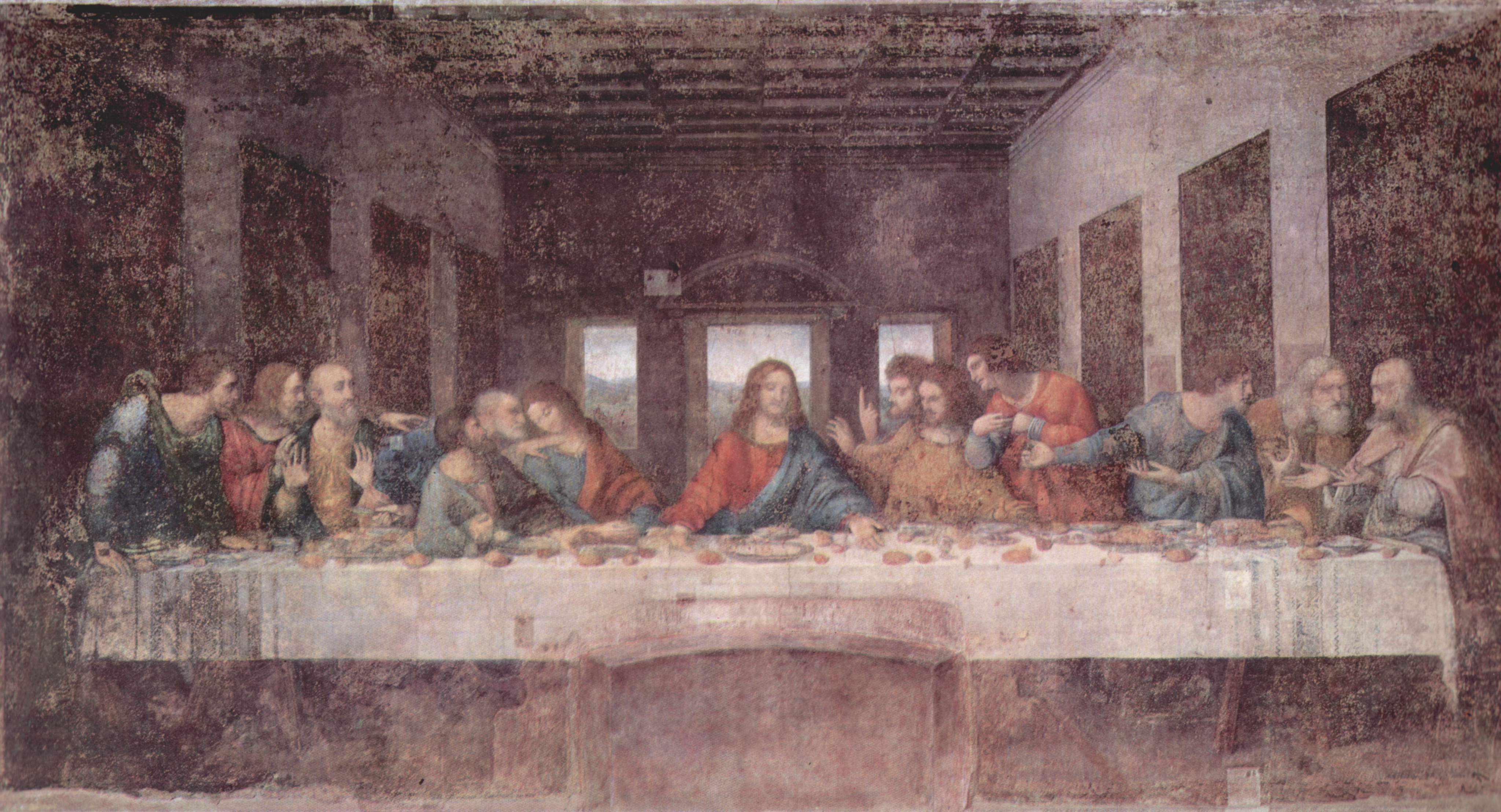
Léonard de Vinci, La Cène à Milan.

Léonard de Vinci, en raison de l'étendue de ses intérêts et de l'extraordinaire degré de talent qu'il a démontré dans tant de domaines divers, est considéré comme l'archétype de « l'homme de la Renaissance » et de la polymathie. Mais c'est d'abord et avant tout comme peintre qu'il est admiré en son temps, et comme peintre, il puise dans les connaissances qu'il tire de tous ses autres centres d'intérêt.
Il est un observateur scientifique qui a appris en regardant les choses, a étudié et dessiné les fleurs des champs, les remous de la rivière, la forme des rochers et des montagnes, la façon dont la lumière réfléchie par le feuillage et scintille dans un bijou. Il a en particulier étudié la forme humaine, disséquant une trentaine de cadavres non réclamés d'un hôpital afin de comprendre les muscles et ses tendons.
Plus que tout autre artiste, il fait progresser l'étude de « l'atmosphère ». Dans ses peintures telles que La Joconde et la Vierge aux rochers, il utilise la lumière et l'ombre avec une telle subtilité que, faute d'un meilleur mot, il est devenu connu sous le nom de « sfumato » ou « fumée » de Léonard.
En même temps qu'il invite le spectateur dans un monde mystérieux d'ombres mouvantes, de montagnes chaotiques et de torrents tourbillonnants, Léonard de Vinci atteint un degré de réalisme dans l'expression de l'émotion humaine, préfiguré par Giotto mais inconnu depuis Adam et Ève de Masaccio. Sa Cène, peinte sur un mur du réfectoire du monastère de Santa Maria delle Grazie de Milan, est devenue la référence de la peinture narrative religieuse pour le demi-millénaire suivant. De nombreux autres artistes de la Renaissance ont peint des versions de la Cène, mais seul celle de Léonard était destiné à être reproduit d'innombrables fois en bois, albâtre, plâtre, lithographie, tapisserie, crochet et tapis de table.
Outre l'impact direct des œuvres elles-mêmes, des études sur la lumière, l'anatomie, le paysage et l'expression humaine sont diffusées, en partie grâce à sa générosité, à de nombreux élèves.

### Michel-Ange

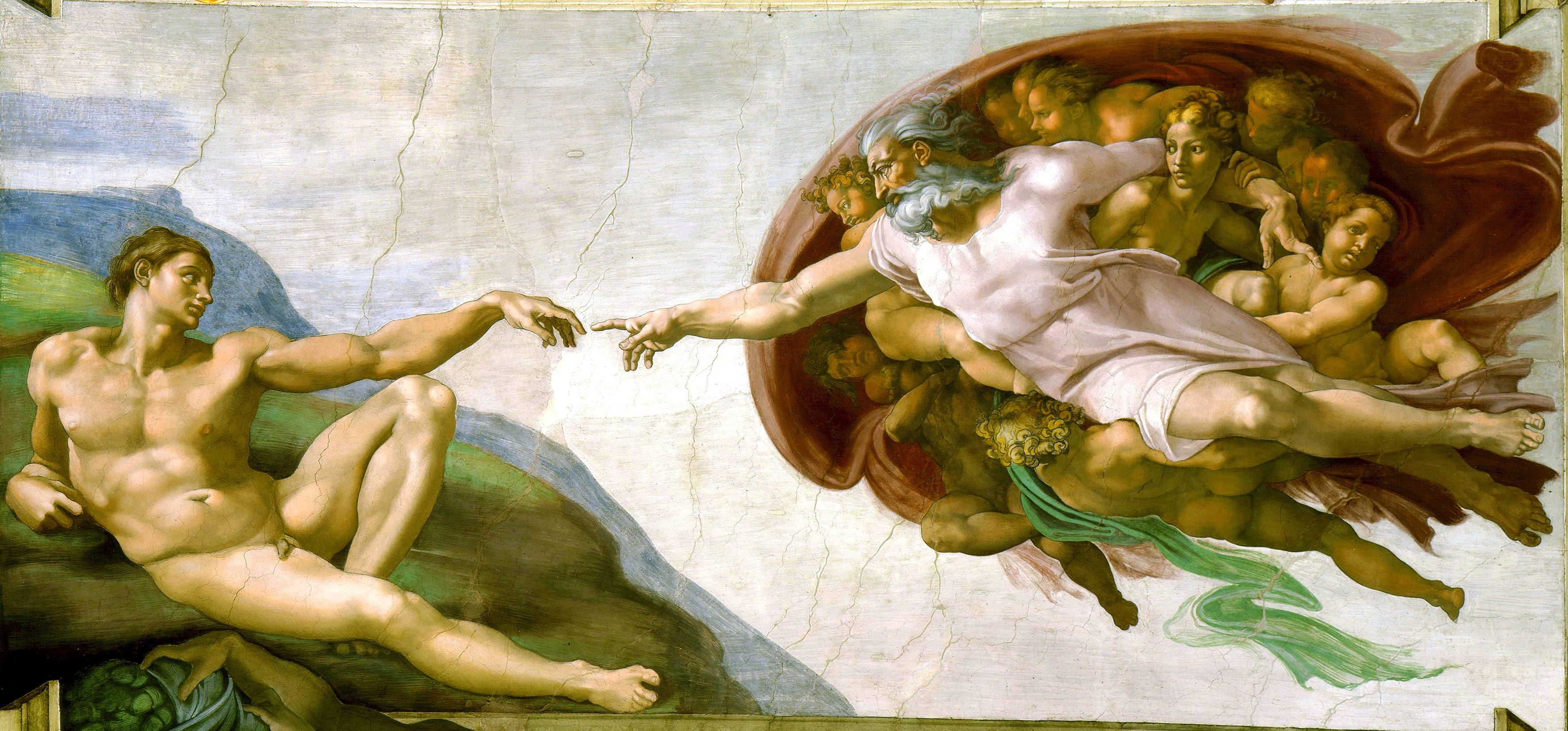
Michel-Ange, La Création d'Adam.

En 1508, le pape Jules II réussit à faire accepter au sculpteur Michel-Ange de poursuivre le projet décoratif de la chapelle Sixtine. Le plafond de la chapelle Sixtine a été construit de telle manière qu'il y a douze pendentifs inclinés soutenant la voûte qui forment des surfaces idéales pour peindre les Douze Apôtres. Michel-Ange, qui cède aux exigences du pape avec peu de grâce, conçoit rapidement conçu un schéma entièrement différent, beaucoup plus complexe à la fois dans la conception et dans l'iconographie. L'ampleur des travaux, qu'il exécute seul à l'exception d'une assistance manuelle, est titanesque et dure près de cinq ans.
Le plan du pape pour les apôtres formerait thématiquement un lien pictural entre les récits de l'Ancien Testament et du Nouveau Testament sur les murs, et les papes dans la galerie de portraits ; les douze apôtres, et leur chef Pierre en tant que premier évêque de Rome constitueraient ce pont. Mais le plan de Michel-Ange est allé dans la direction opposée. Le thème du plafond de Michel-Ange n'est pas le grand plan de Dieu pour le salut de l'humanité mais porte sur la honte de l'humanité : il s'agit de savoir pourquoi l'humanité et la foi avaient besoin de Jésus.
Superficiellement, le plafond est une construction humaniste : les figures sont de dimension surhumaine et, dans le cas d'Adam, d'une telle beauté que selon le biographe Vasari, on dirait vraiment que c'est Dieu lui-même qui a conçu la figure, plutôt que Michel-Ange. Mais malgré la beauté des figures individuelles, Michel-Ange ne glorifie pas l'être humain, et il ne présente certainement pas l'idéal humaniste de l'amour platonique : les ancêtres du Christ, qu'il peint autour de la partie supérieure du mur, montrent tous les pires aspects des relations familiales, affichant des dysfonctionnements sous autant de formes différentes qu'il y a de familles.
Vasari a loué les pouvoirs d'invention apparemment infinis de Michel-Ange dans la création de postures pour les personnages. Raphaël, qui a reçu un aperçu de Bramante après que Michel-Ange eut abandonné son pinceau en colère, a peint au moins deux personnages à l'imitation des prophètes de Michel-Ange, l'un dans l'église Sant'Agostino et l'autre au Vatican, le portrait de Michel-Ange lui-même dans L'École d'Athènes,,.

### Raphaël

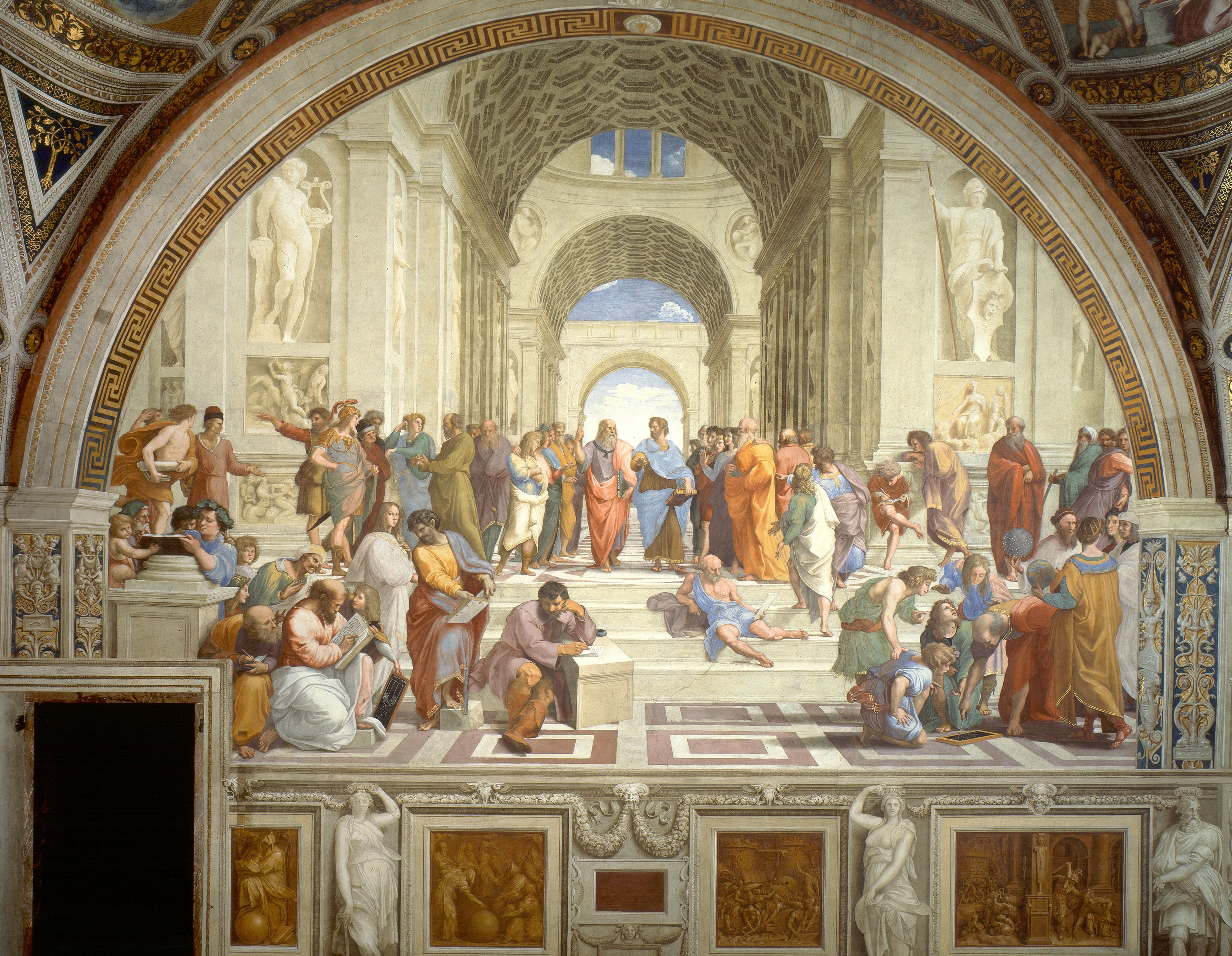
Raphaël, L'école d'Athènes, commandée par le pape Jules II pour décorer une suite maintenant connue sous le nom de « Chambres de Raphaël » au Vatican.

Avec Léonard de Vinci et Michel-Ange,  Raphaël est associé à la Haute Renaissance, bien qu'il soit plus jeune que Michel-Ange de 18 ans et de Léonard de près de 30 ans. On ne peut pas dire de lui qu'il ait beaucoup fait progresser l'état de la peinture comme l'ont fait ses deux illustres contemporains. Au contraire, son travail est l'aboutissement de tous les développements de la Haute Renaissance.
Raphaël a la chance d'être né fils d'un peintre, Giovanni Santi, donc son cheminement de carrière, contrairement à celui de Michel-Ange qui est fils de petite noblesse, s'est décidé sans querelle. Quelques années après la mort de son père, il travaille dans l'atelier ombrien du Pérugin, excellent peintre et superbe technicien. Son premier tableau signé et daté, exécuté à l'âge de 21 ans, est Le Mariage de la Vierge, qui révèle immédiatement ses origines dans la Remise des clefs à saint Pierre du Pérugin.
Raphaël est un personnage insouciant qui s'appuie sans vergogne[non neutre] sur les compétences des peintres de renom dont la durée de vie englobe la sienne. Les qualités individuelles de nombreux peintres différents sont réunies dans ses œuvres. Les formes arrondies et les couleurs lumineuses du Pérugin, le portrait réaliste de Ghirlandaio, le réalisme et l'éclairage de Léonard et le puissant dessin de Michel-Ange se sont unifiés dans ses peintures. Au cours de sa courte vie, il exécute un certain nombre de grands retables, une impressionnante fresque classique de la nymphe de la mer, Le Triomphe de Galatée, des portraits exceptionnels de deux papes, et, tandis que Michel-Ange peint le plafond de la chapelle Sixtine, une série de fresques murales dans les chambres du Vatican à proximité, dont L' École d'Athènes est particulièrement significative.
Cette fresque représente une réunion de tous les anciens Athéniens les plus savants, réunis dans un cadre classique grandiose autour de la figure centrale de Platon, que Raphaël a modelé sur Léonard de Vinci. La figure maussade d'Héraclite, assis près d'un gros bloc de pierre est un portrait de Michel-Ange et fait référence à la peinture de ce dernier représentant le prophète Jérémie dans la chapelle Sixtine. Son propre portrait est à droite, à côté de son professeur, le Pérugin.
Mais la principale source de popularité de Raphaël ns sont pas ses œuvres majeures, mais ses petites images florentines de la Vierge et de l'Enfant Jésus. Maintes et maintes fois, il a peint la même femme blonde au visage calme et dodu et sa succession de bébés potelés, le plus célèbre étant probablement La Belle Jardinière, conservée au musée du Louvre. Son œuvre plus importante, La Madone Sixtine, utilisée comme dessin pour d'innombrables vitraux, a fournie au XXIe siècle l'image emblématique de deux petits chérubins qui a été reproduite sur tout, des serviettes de table en papier aux parapluies,.

## Premier maniérisme

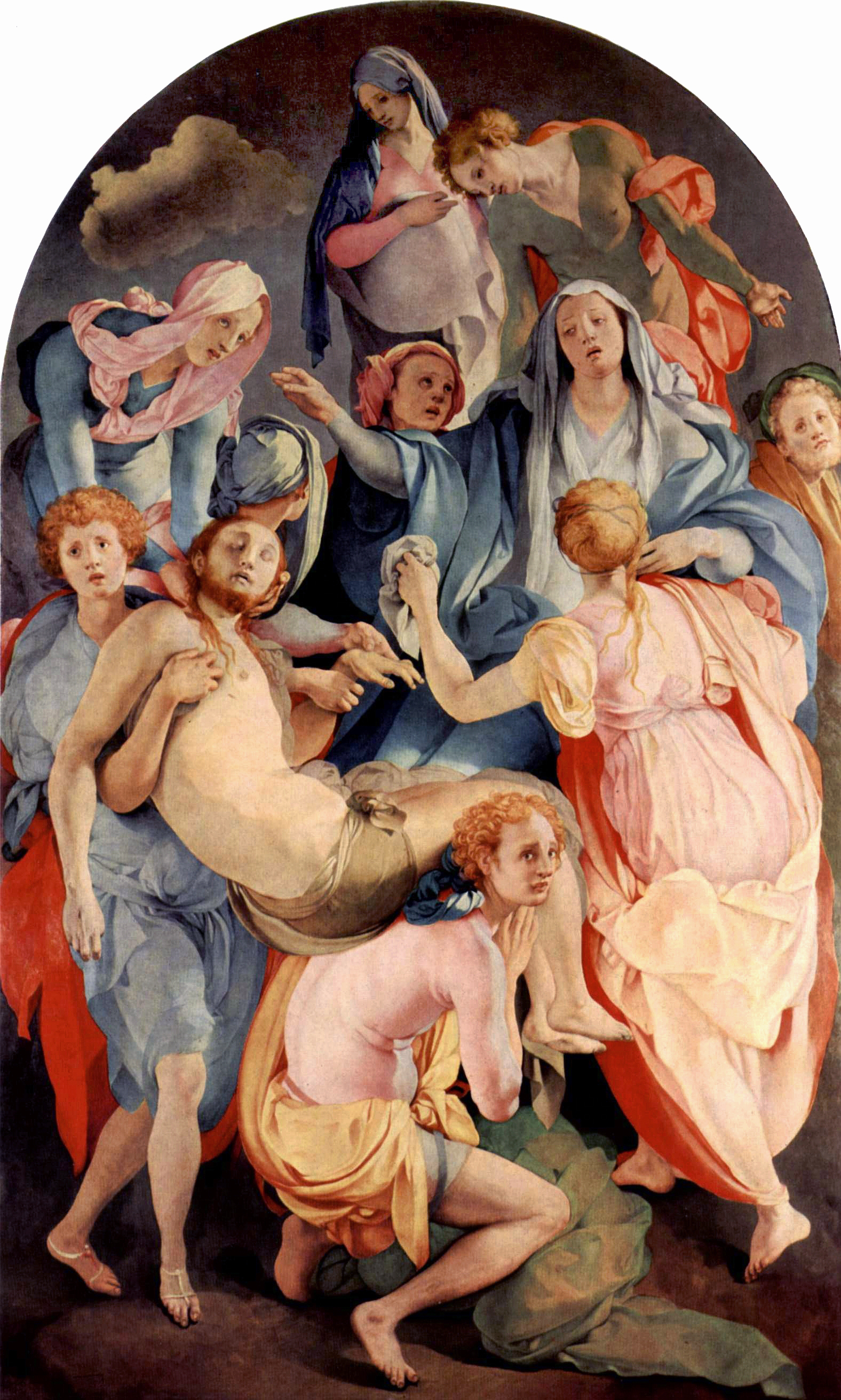
Jacopo Pontormo, Mise au tombeau, 1528, Santa Felicita, Florence.

Les premiers maniéristes de Florence, en particulier les étudiants d'Andrea del Sarto tels que Pontormo et Rosso Fiorentino, se distinguent par des formes allongées, des poses précairement équilibrées, une perspective effondrée, des décors irrationnels et un éclairage théâtral. En tant que chef de la première école de Fontainebleau, Rosso a un rôle majeur dans l'introduction du style Renaissance en France.
Parmigianino (un élève du Corrège) et Jules Romain, le principal assistant de Raphaël, se meuvent dans des directions esthétiques stylisées similaires à Rome. Ces artistes ont mûri sous l'influence de la Haute Renaissance et leur style se caractérise comme une réaction ou une extension exagérée de celle-ci. Au lieu d'étudier directement la nature, les jeunes artistes commencent à étudier la sculpture hellénistique et les peintures de maîtres passés. Par conséquent, ce style est souvent identifié comme « anti-classique », mais à l'époque il est considéré comme une suite naturelle de la Haute Renaissance. La première phase expérimentale du maniérisme, connue pour ses formes « anti-classiques », dure jusqu'en 1540 ou 1550 environ. Marcia B. Hall, professeur d'histoire de l'art à l'Université Temple, note dans son livre After Raphael que la mort prématurée de Raphael marque le début du maniérisme à Rome.

## Maniérisme tardif
Le Bronzino (décédé en 1572), élève de Pontormo, est principalement un portraitiste de la cour des Médicis, dans un style maniériste formel quelque peu glacial. Dans la même génération, Giorgio Vasari (décédé en 1574) est bien mieux connu pour Les Vies des meilleurs peintres, sculpteurs et architectes qu'il a écrit et qui ont eu un effet énorme et durable dans l'établissement de la réputation de l'école florentine. Mais il est le principal peintre de la peinture d'histoire à la cour des Médicis, bien que son travail soit maintenant généralement considéré comme ténu après l'impact de l'œuvre de Michel-Ange et ne l'atteignant pas, défaut courant dans la peinture florentine dans les décennies après 1530, de nombreux peintres tentant d'imiter les géants de la Haute Renaissance.

## Baroque
À l'époque baroque, Florence n'est plus le centre de peinture le plus important d'Italie, mais n'en est pas moins éminent. Les principaux artistes nés dans la ville et qui, contrairement à d'autres, y ont passé une grande partie de leur carrière, incluent Cristofano Allori, Matteo Rosselli, Francesco Furini et Carlo Dolci. Pierre de Cortone est né dans le Grand-duché de Toscane et a beaucoup travaillé dans la ville.

## Epoque moderne

### Principaux protagonistes
La liste qui suit comprend également des artistes plus récents qui participent toujours du rayonnement de l'école florentine à travers de nombreuses institutions toujours actives comme l'Académie du dessin de Florence créée le 31 janvier 1563 par Giorgio Vasari, qui a eu Michel-Ange comme président ou Titien et le Tintoret en 1566.